# 황혜숙 (바이애슬론 선수)
황혜숙(1993년 8월 5일~)은 대한민국의 바이애슬론 선수로, 2016년 봅슬레이 세계 선수권 대회에 참가했다.